# Calycopteryx mosleyi
Calycopteryx mosleyi är en tvåvingeart som beskrevs av Eaton 1875. Calycopteryx mosleyi ingår i släktet Calycopteryx och familjen skridflugor. Inga underarter finns listade i Catalogue of Life.